# Хумка Капоња
Велика хумка промера преко 80 метара налази се у атару Мишићева на обали Криваје, на месту које се некада звало Капоња (или Капуња). Карактеристично је за хумке овог краја да су огромних димензија, те се може претпоставити да су коришћене као брежуљци за становање - телови - од најранијих времена. Њиховом изгледу, широком и ниском, знатно је допринело дугогодишње преоравање, када су трактори развлачили њихов материјал. Такав је изглед и хумки код Таванкута, Љутова, Шебешића (Расовачa) и у самом приграђу Суботице.

## Опис и значај
На целом потезу Криваје нижу се остаци кургана и телова, из разних периода ране историје. Код Капоње, у ствари се једна до друге ређају три хумке, међутим свака од њих је толико нарушена да се све теже разазнају. Кургани су вероватно пореклом из енеолита, из времена продора курганских народа на запад. Северније, на обали акумулације "Скендерево" била је још једна хумка са котом, где је недавно откривено археолошко налазиште раног средњег века. У околини се према речима музеолога налази још низ рекогносцираних али за сада неистражених хумки и телова претежно из Сарматског периода.

## Галерија
- Прва од хумки, са салашем поред ње
- Највећа хумка, виђена са Сомборског магистралног пута
- Трећа у низу хумка, на обали Криваје
- Један од кургана у близини
- Споменик на Капоњи, поред пута Суботица-Сомбор
- Споменик на Капоњи, палима у бици 1848